# Xã Hamlin, Quận Nelson, Bắc Dakota
Xã Hamlin (tiếng Anh: Hamlin Township) là một xã thuộc quận Nelson, tiểu bang Bắc Dakota, Hoa Kỳ. Năm 2010, dân số của xã này là 69 người.